# 33175 Isabellegleeson
33175 Isabellegleeson è un asteroide della fascia principale. Scoperto nel 1998, presenta un'orbita caratterizzata da un semiasse maggiore pari a 3,1811721 au e da un'eccentricità di 0,1041938, inclinata di 6,48260° rispetto all'eclittica.